# Lepista pandula
Lepista pandula är en fjärilsart som beskrevs av Jean Baptiste Boisduval 1847. Lepista pandula ingår i släktet Lepista och familjen björnspinnare. Inga underarter finns listade i Catalogue of Life.